# Olympisch Stadion (Tokio)
Het Olympisch Stadion (国立霞ヶ丘陸上競技場, Kokuritsu Kasumigaoka Rikujo Kyogijo) was het stadion in Tokio waar de Olympische Zomerspelen van 1964 werden gehouden, maar ook de Wereldkampioenschappen atletiek van 1991.
Het stadion werd gebouwd op de plaats van het in 1924 gebouwde Meiji Shrine Outer Park Stadium. De bouw werd voltooid 1958, waarna er in hetzelfde jaar de Aziatische Spelen 1958 plaatsvonden. Van 1980 tot 2005 werd de wereldbeker voetbal voor clubteams in het stadion gespeeld. In 1991 vonden er de wereldkampioenschappen atletiek plaats. Op Nieuwjaarsdag wordt er de Japanse Emperor's Cup gespeeld en jaarlijks vindt er de finale van de J-League Cup plaats.
Het stadion werd gesloten in 2014 en afgebroken in 2015. De site werd herbruikt voor de bouw van een groter Nieuw Olympisch Stadion dat gebruikt werd bij de Olympische Zomerspelen en Paralympische Zomerspelen 2020, zoals in 2021 gehouden.